# 撫子争覇
撫子争覇（なでしこそうは）は、岐阜県地方競馬組合が笠松競馬場ダート1400mで施行する地方競馬の重賞競走である。格付けはSPIII。正式名称は「スポーツ報知杯 撫子争覇」。報知新聞社が優勝杯を提供している。

## 概要
本競走は2022年にサラブレッド系3歳以上牝馬限定のオープン特別として施行。
2023年度に、重賞に昇格しSPIIIに格付けされた。
また、秋桜賞（SPI）のトライアル競走に指定されており、1着馬には秋桜賞への優先出走権が付与される。
2023年の第1回からHITスタリオンシリーズに指定されている。対象種牡馬は2023年がミスターメロディ、2024年がタリスマニック。

### 条件・賞金（2024年）
条件
サラブレッド系3歳以上牝馬、東海所属（前年7月19日から本年7月19日の間に東海所属として出走している必要あり）。出走枠は、名古屋所属馬5頭以下、笠松所属馬7頭以上。
- クイーンカップ（笠松）の2着以上馬に優先出走権がある。

負担重量
別定（3歳53kg、4歳以上55kg）
賞金額
1着300万円、2着105万円、3着60万円、4着30万円、5着15万円、着外3万円。
副賞
スポーツ報知新聞社賞、（一社）JBC協会賞。
優先出走権付与
優勝馬に秋桜賞の優先出走権が付与される。

## 歴代優勝馬
| 回次  | 施行日       | 優勝馬             | 性齢 | 所属 | タイム | 優勝騎手 | 管理調教師 | 馬主        |
| ----- | ------------ | ------------------ | ---- | ---- | ------ | -------- | ---------- | ----------- |
| 第1回 | 2023年8月3日 | レイジーウォリアー | 牝4  | 愛知 | 1:27.9 | 丸野勝虎 | 塚田隆男   | 橋元勇氣    |
| 第2回 | 2024年8月1日 | ペップセ           | 牝4  | 愛知 | 1:27.8 | 大畑雅章 | 今津勝之   | (同)JPN技研 |

### 特別競走時代
| 施行日        | 優勝馬             | 性齢 | 所属 | タイム | 優勝騎手 | 管理調教師 | 馬主     |
| ------------- | ------------------ | ---- | ---- | ------ | -------- | ---------- | -------- |
| 2022年7月29日 | ナリノクリスティー | 牝5  | 笠松 | 1:29.5 | 松本剛志 | 加藤幸保   | 成塚清志 |

### 各回競走結果の出典
- 撫子争覇 歴代優勝馬 - 地方競馬全国協会
- JBISサーチ
  - 2022年、2023年、2024年